# Sakurada Sadakuni
Pour les articles homonymes, voir Sakurada.
Sakurada Sadakuni (桜田 貞国), aussi connu sous le nom de Hōjō Sadakuni (北条 貞国), est mentionné dans le Taiheiki comme le grand maréchal commandant des forces du shogunat au cours de la campagne de Kōzuke-Musashi,.

## Source de la traduction
- (en) Cet article est partiellement ou en totalité issu de l’article de Wikipédia en anglais intitulé « Sakurada Sadakuni » (voir la liste des auteurs).